# Igor Judge
Igor Judge (født 19. maj 1941 på Malta, død 7. november 2023) var en engelsk baron og dommer. Han var Lord Chief Justice for England og Wales i perioden 2008-2013. Det var denne udnævnelse, der betød, at han blev udnævnt som life peer som baron Judge.